# (54509) YORP
(54509) YORP es un asteroide perteneciente al grupo de los asteroides Apolo descubierto el 3 de agosto de 2000 por el Equipo de Investigación de Asteroides Cercanos a la Tierra del Laboratorio Lincoln (LINEAR) desde el Lincoln Laboratory Experimental Test Site en Nuevo México, Estados Unidos.

## Designación y nombre
Designado provisionalmente como 2000 PH5. Las mediciones de la velocidad de rotación de este objeto proporcionaron la primera evidencia de observación del efecto YORP, de ahí el nombre del asteroide.

## Características orbitales
Se estima que el 2 de enero de 2104, el asteroide YORP pasará a 0,00526 UA (787.000 km) de la Tierra.

## Características físicas
La magnitud absoluta de YORP es 22,71. Tiene un periodo de rotación de 0,2029 horas, a fecha de enero de 2019, y unas dimensiones de 50×128×93 m.